# Guy Savoy

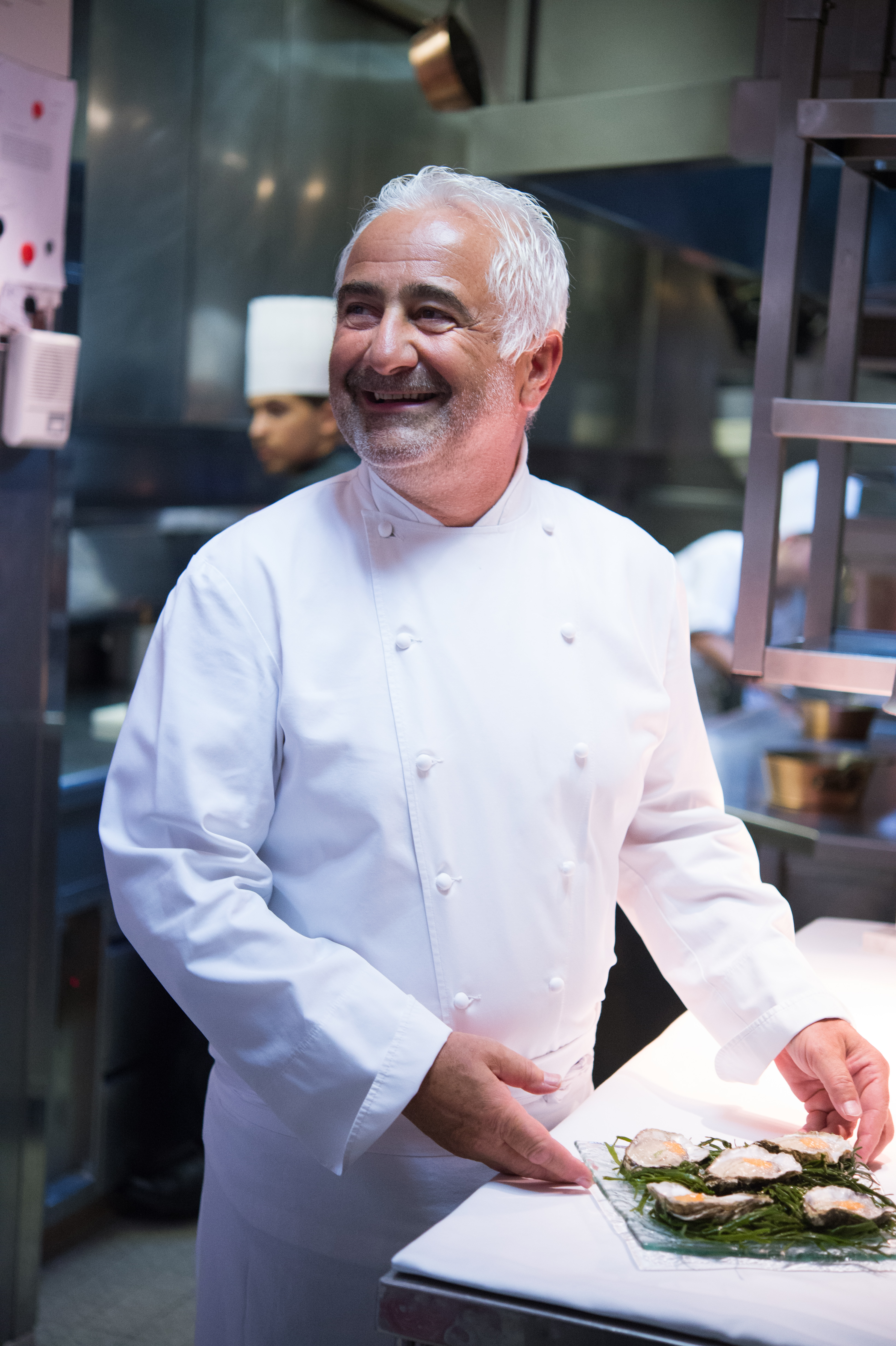
Guy Savoy, 2013

Guy Savoy (* 24. Juli 1953 in Nevers) ist ein französischer Koch der Nouvelle Cuisine und Gastronom. Er ist Chefkoch und Besitzer der nach ihm benannten Restaurants Guy Savoy im Hotel Caesars Palace in Las Vegas/USA und in Paris/Frankreich, die beide vom Guide Michelin ausgezeichnet wurden. Weitere Restaurants besitzt Savoy in Paris und Porto Arabia/Katar, bis Februar 2014 betrieb er auch eines in Singapur.

## Leben
Guy Savoy ging drei Jahre bei den Gebrüdern Troisgros in die Lehre, führte dann in New York City ein erstes eigenes Restaurant. 1980 eröffnete er das Guy Savoy in Paris, es erhielt unter anderem 1985 zwei Michelin-Sterne, von 2002 bis 2022 drei Sterne.
Das Guy Savoy in Las Vegas, eröffnet 2005, ist ebenfalls mehrfach ausgezeichnet, darunter Träger zweier Michelin-Sterne. Das Le Chiberta in Paris hat einen Michelin-Stern.
Der britische Starkoch Gordon Ramsay, der zeitweise bei Guy Savoy in Paris seine Fertigkeiten vertieft hat, bezeichnet ihn als seinen kulinarischen Mentor.

## Auszeichnungen
- 2002–2022: Drei Michelinsterne
- 2008: Verdienstorden Offizier der Ehrenlegion